# Sant Joan de Bellcaire
Sant Joan de Bellcaire, també coneguda com a Sant Joan de Bedenga, nom antic de Bellcaire, és una església del nucli de Bellcaire d'Empordà (Baix Empordà) inclosa en l'Inventari del Patrimoni Arquitectònic de Catalunya, declarada bé cultural d'interès nacional.

## Història
Sancti Iohannis que est in Bedenga. Així s'esmenta en una butlla papal de Silvestre II de l'any 1002 on li confirma al bisbe Ot de Girona les possessions del Bisbat de Girona situades als comtats de Girona, Besalú, Empúries i Peralada.
Va ser església parroquial fins a finals del segle xvii, quan la parròquia fou traslladada al castell de Bellcaire, convertint una de les seves ales -la sala major- en església. L'antic temple va quedar com a capella del cementiri fins a la construcció d'una de nova als anys cinquanta del segle xx. Va quedar abandonada i sense culte fins a la restauració de l'any 1960 quan va tornar a compartir el parroquianatge amb l'església del castell de Bellcaire.

## Edifici
La planta és una construcció basilical de tres naus, la nau central coberta amb volta de canó i les laterals amb voltes de quart de cercle. Es comuniquen mitjançant dos arcs de ferradura a cada costat sostinguts per pilars. L'absis és semicircular amb volta de quart d'esfera i creuer. Aquest i les naus són d'època preromànica, com també una absidiola de ferradura visible al costat nord, entre l'absis i el braç del creuer.
El descobriment d'uns fonaments d'un absis central rectangular s'ha interpretat que formava part, juntament amb l'absidiola, d'una construcció triabsidal edificada sobre restes romanes, entre els segles IX i x. Es va construir una nova capçalera llombarda al segle xi i encara hi ha reformes posteriors als segles xiii i xiv, sobretot en el frontis, com són la porta amb timpà i la rosassa de sobre seu. Té unes altres dues portes laterals preromàniques. Per l'exterior, l'absis presenta decoració llombarda d'un fris amb sèrie de quatre finestres cegues amb lesenes.

## Pintura
L'absis estava decorat amb pintures romàniques del segle xii, atribuïdes al cercle del Mestre d'Osormort. Van ser descobertes entre el 1927 i 1931 en desmuntar el retaule absidal barroc. Entre el 1932 i el 1948 les pintures van ser arrencades. Es desconeix amb precisió la data. En van resultar dos fragments, el més gran és al Museu d'Art de Girona i l'altre al MNAC. Era una representació de la Pentecosta.

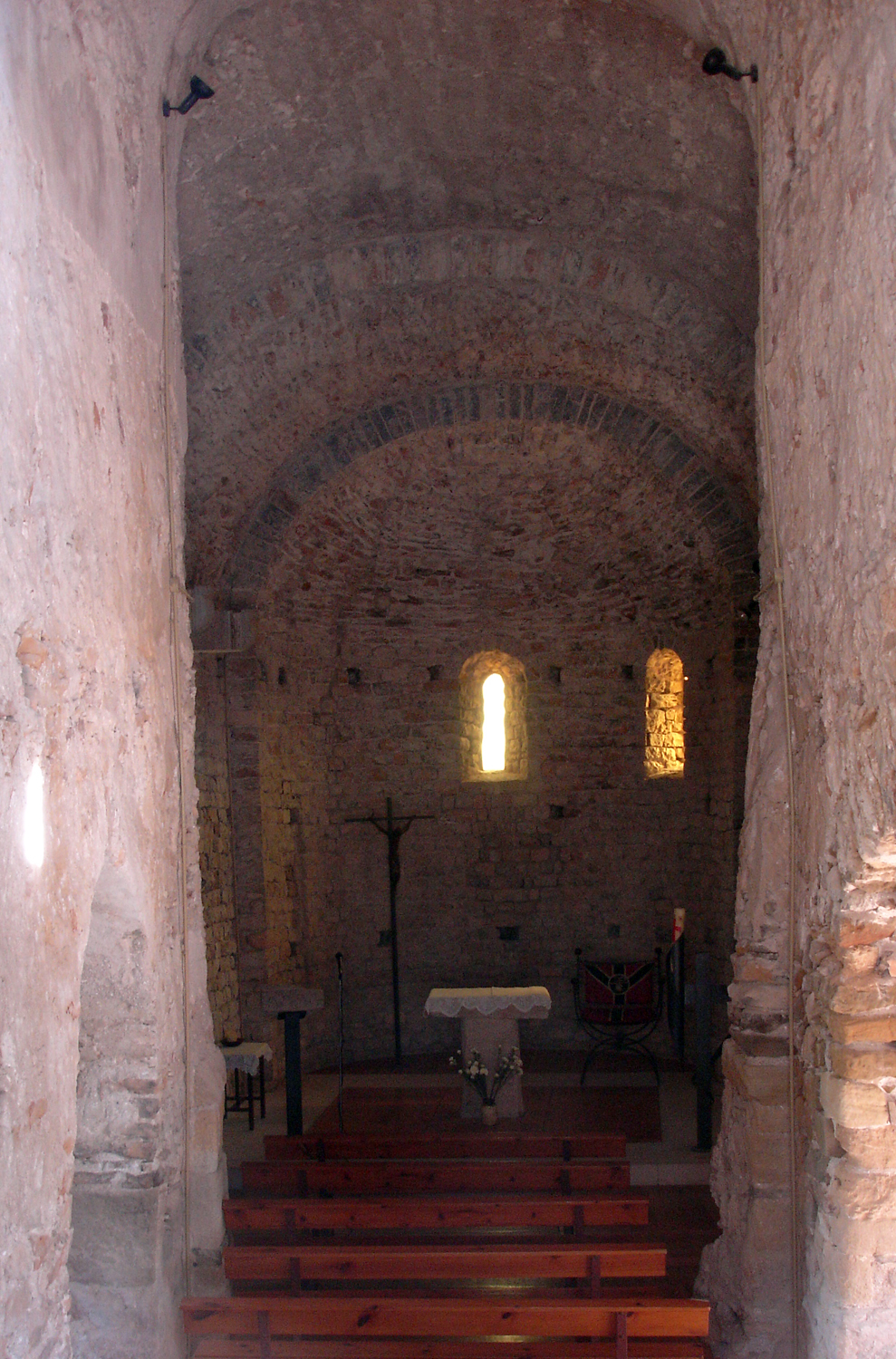
Interior de l'església de Sant Joan de Bellcaire
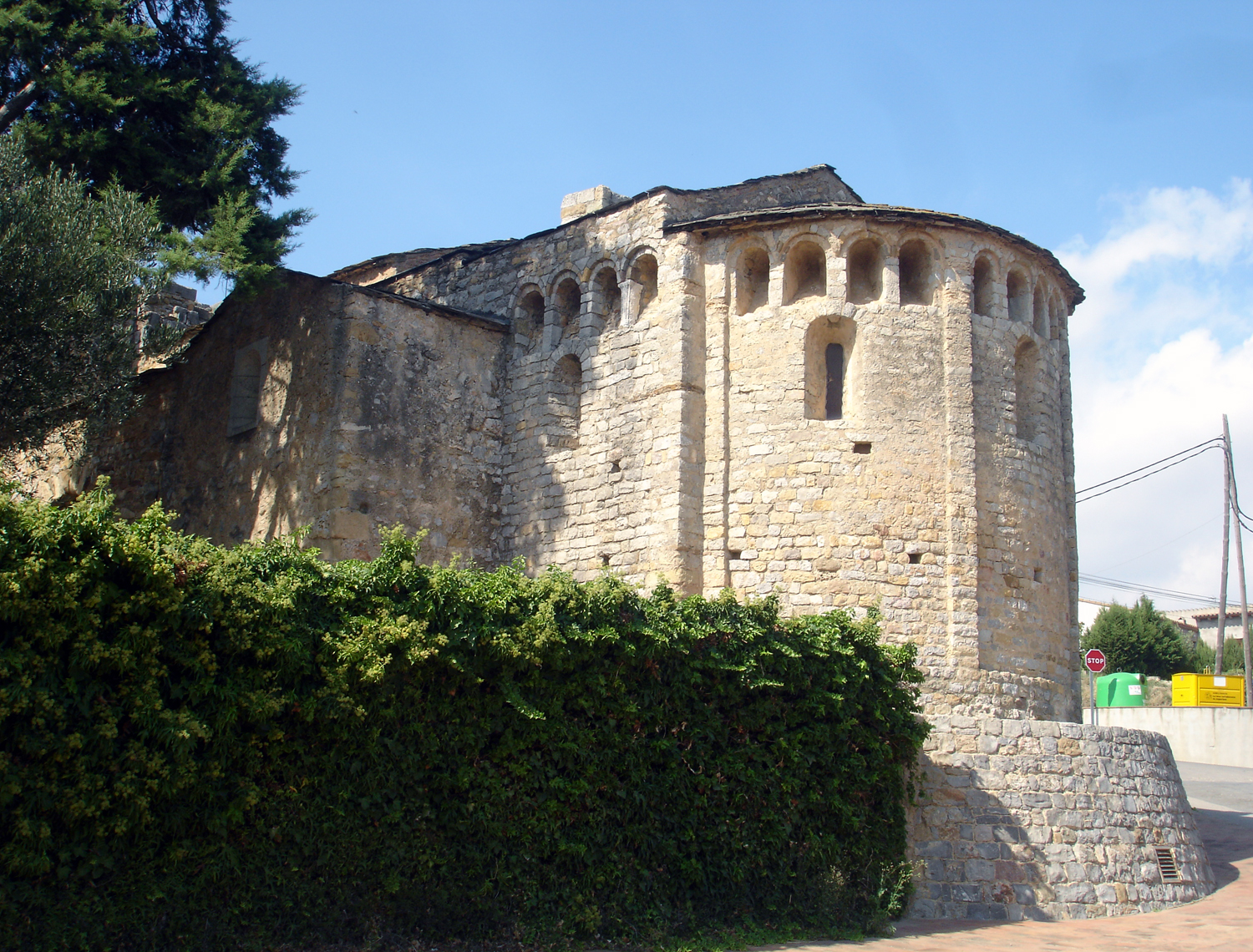
L'absis exterior de l'església de Sant Joan de Bellcaire
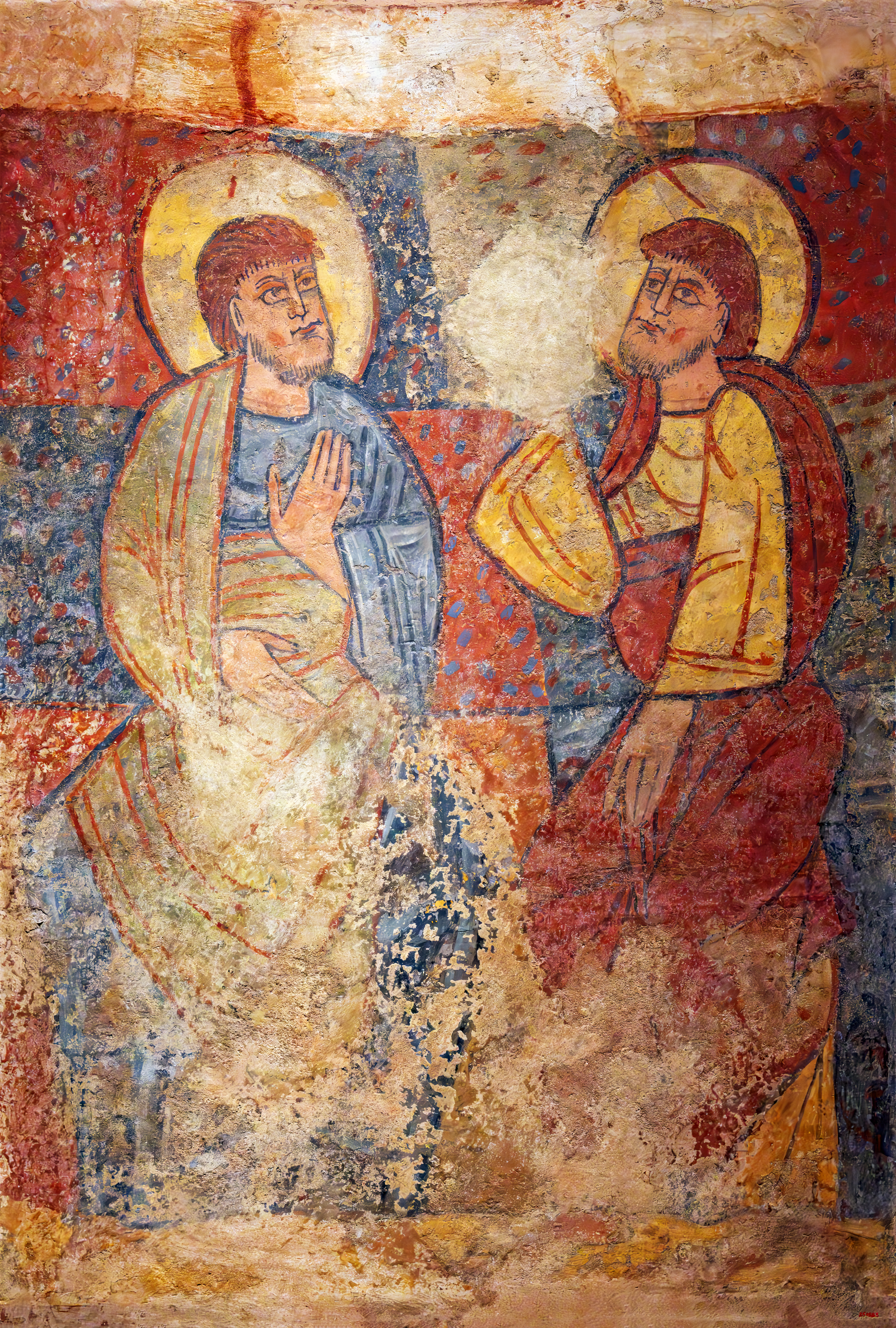
Apòstols de la Pentecosta, de Bellcaire - MNAC